# Nyctimenius
Nyctimenius is een kevergeslacht uit de familie van de boktorren (Cerambycidae). De wetenschappelijke naam van het geslacht werd voor het eerst geldig gepubliceerd in 1951 door Gressitt.

## Soorten
Nyctimenius omvat de volgende soorten:
- Nyctimenius ochraceovittata (Aurivillius, 1922)
- Nyctimenius subsericea (Pascoe, 1866)
- Nyctimenius tristis (Fabricius, 1793)
- Nyctimenius varicornis (Fabricius, 1801)